# 赤茎羊耳草
赤茎羊耳草（学名：Inula rubricaulis），又名赤茎羊耳菊，是菊科旋覆花属的植物。分布在越南、泰国、缅甸、尼泊尔、锡金、不丹、印度以及中国大陆的云南等地，生长于海拔1,000米至2,000米的地区，见于低山谷坡地，目前已由人工引种栽培。